# جايسون إيتون
جايسون إيتون (بالإنجليزية: Jason Eaton)‏ هو لاعب اتحاد الرغبي نيوزيلندي، ولد في 21 أغسطس 1982 في نيوزيلندا.

## وصلات خارجية
- جايسون إيتون عل موقع إسبنسكروم (الإنجليزية)
- جايسون إيتون على موقع ItsRugby.co.uk (الإنجليزية)